# 阿尔弗雷德·沃特金斯
阿尔弗雷德·沃特金斯（英語：1895年12月1日—1970年2月）为一位英国音讯工程师。他曾4次提名奥斯卡最佳音响效果奖。他曾参与制作超过160部电影。

## 精选影视作品
- 万世师麦（英语：Goodbye, Mr. Chips (1939 film)） (1939)[1]
- 圆桌武士（英语：Knights of the Round Table (film)） (1953)[2]
- 诽谤罪（英语：Libel (film)） (1959)[3]
- 日瓦戈医生 (1965)[4]